# Träg (Welschbillig)
Träg ist ein Ortsteil und ein Ortsbezirk der Ortsgemeinde Welschbillig im Landkreis Trier-Saarburg in Rheinland-Pfalz.

## Geographie
Der Ort liegt südöstlich des Kernortes Welschbillig. Östlich fließt der Mordbach, ein rechter Zufluss des Welschbilligerbaches. Südöstlich liegt das 26,14 ha große Naturschutzgebiet Hang am Hohengöbel bei Kimmlingen.
Zum Ortsbezirk gehören die Wohnplätze Windmühle, Bohrshof, Heidhof, Jägershof, Schneidershof, Sonnenhof und Marienwiesenhof.
Nachbarorte neben Welschbillig selbst sind die anderen Ortsteile Ittel im Norden, Hofweiler im Nordosten und Möhn im Süden, sowie die Ortsgemeinde Kordel im Südosten.

## Geschichte
Träg entwickelte sich in den letzten gut 200 Jahren auf der Gemarkung von Möhn. Aus einem einzelnen Haus, das auf einer französischen Katasterkarte des Jahres 1810 am Träger Berg ausgewiesen ist, entwickelte sich langsam eine Streusiedlung. Im Jahr 1861 hatte Träg 34 Einwohner, noch in den 1920er Jahren war die Siedlung nur über Feldwege erreichbar.
Als Teil von Möhn gehörte Träg verwaltungstechnisch zur Bürgermeisterei Welschbillig im Landkreis Trier im Regierungsbezirk Trier, der seit 1822 Teil der neu gebildeten Rheinprovinz des Königreichs Preußen war.
Als Folge des Ersten Weltkriegs gehörte die gesamte Region zum französischen Teil der Alliierten Rheinlandbesetzung. Nach dem Zweiten Weltkrieg wurde Möhn mit Träg innerhalb der französischen Besatzungszone Teil des damals neu gebildeten Landes Rheinland-Pfalz. 
Am 31. Dezember 1975 wurde die bis zu diesem Zeitpunkt selbstständige Gemeinde Möhn nach Welschbillig eingemeindet. Im Dezember 1998 entschied der Welschbilliger Gemeinderat, ab der Kommunalwahl vom 13. Juni 1999 den bisher zu Möhn gehörenden Ortsteil Träg als eigenen Ortsbezirk festzulegen.

## Politik

### Ortsbezirk
Träg ist gemäß Hauptsatzung einer von vier Ortsbezirken der Ortsgemeinde Welschbillig. Der Ortsbezirk umfasst das in der Hauptsatzung definierte Teilgebiet der früheren Gemeinde Möhn. Die Interessen des Ortsbezirks werden durch einen Ortsbeirat und durch einen Ortsvorsteher vertreten.

### Ortsbeirat
Der Ortsbeirat besteht aus fünf Mitgliedern, die bei der Kommunalwahl am 9. Juni 2024 in einer Mehrheitswahl gewählt wurden, und dem ehrenamtlichen Ortsvorsteher als Vorsitzendem.
Die Sitzverteilung:
| Wahl | SPD               | CDU               | Gesamt  |
| ---- | ----------------- | ----------------- | ------- |
| 2024 | per Mehrheitswahl | per Mehrheitswahl | 5 Sitze |
| 2019 | per Mehrheitswahl | per Mehrheitswahl | 5 Sitze |
| 2014 | per Mehrheitswahl | per Mehrheitswahl | 5 Sitze |
| 2009 | 2                 | 3                 | 5 Sitze |

### Ortsvorsteher
Jürgen Müller (CDU) wurde am 10. September 2024 Ortsvorsteher von Träg. Bei der Direktwahl am 9. Juni 2024 war er als einziger Bewerber mit einem Stimmenanteil von 87,5 % für fünf Jahre gewählt worden.
Müllers Vorgänger Björn Kraft (CDU) hatte das Amt 2014 übernommen. Zuvor hatte Goswin Olk (CDU), der erste Ortsvorsteher von Träg, die Aufgabe von 1999 bis 2014 ausgeübt.

## Wirtschaft und Infrastruktur
Träg liegt an der Kreisstraße 20. Die B 422 verläuft nördlich und die B 51 westlich des Ortes. Im Ort befindet sich ein Jugendgästehaus.